# De Leemputten (Gelderland)
Natuurpark De Leemputten (ook wel Zwolse leemputten genoemd) is een natuurgebied in het oosten van de Nederlandse provincie Gelderland. Het ligt bij de plaats Groenlo en in buurtschap Zwolle (Gelderland). Het natuurgebied is ontstaan door leem-afgravingen, eind 19e eeuw, ten behoeve van de steenfabriek in Groenlo. Het ligt ook bij de Duitse grens. Aan de andere kant van de grens ligt het natuurgebied Zwillbrocker Venn.

## Ontstaan
In het gebied van de leemputten en daaromheen kunnen twee landschapstypen worden onderscheiden, namelijk een grondmorene-landschap (door een gletsjer gevormd) in het oosten en dekzandlandschap in het westen. Beide landschappen kenmerken zich door microreliëf dat wordt veroorzaakt door dekzandruggen en beekdalen.
In de ontstaansgeschiedenis van Nederland is het land onderdeel geweest van een dalingsbekken, waardoor de zeekust in Duitsland lag. De zee had daardoor de gelegenheid in om onder meer in de oostelijke Achterhoek dikke lagen sediment af te zetten. Dit is voornamelijk zware klei. Als gevolg van opeenvolgende perioden met wisselende zeespiegelhoogtes zijn verschillende afzettingen waar te nemen. Onder in de leemputten is een laag te onderscheiden van fijnzandige tot vettige klei (1).

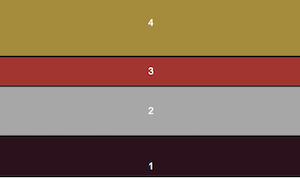
Schematische weergave van grondlagen

Het gebied kwam aan het eind van het Mioceen boven zeeniveau te liggen waardoor erosie- en sedimentatieprocessen het landschap verder vorm geven. Het zijn vanaf dat moment vooral riviertjes die en landijs dat aan de opbouw en afbraak van het landschap bijdragen.
Gedurende het Midden-Pleistoceen sneed de Rijn, vanuit het zuidoosten, diepe kerven in de kleilaag en deponeerde grijze matig grove en middelgrove zanden met soms veel fijn en grof grind (2). 
Het landijs heeft in het Saalien ervoor gezorgd dat het hele gebied bedekt werd met een laag keileem, een mengelmoes van klei, leem en zand en stenen. Deze laag is te herkennen in het profiel van de leemputten als een (door ijzer) roodgekleurde laag (3).
In het Weichselien viel de Noordzee opnieuw droog. Het landijs bereikte Nederland echter niet, waardoor de wind vrij spel had. Dit zorgde ervoor dat het hele land bedekt werd met een laag zand (4). 
Tijdens de afgravingen van de leem werden er diverse fossiele resten gevonden, zoals tanden van haai- en walvisachtigen, ribben en wervels van prehistorische dieren.

## Gebruik
Bekend is dat al in de 16de eeuw, in opdracht van keizer Karel V, de toenmalige landsheer van Gelderland, leem werd afgegraven voor de bouw van onder meer de stadsmuren van Groenlo. Veelal werden de stenen en pannen gebakken in veldovens. Daar waar geschikte leem werd gevonden werden veldovens opgebouwd en gebruikt totdat de bouw klaar was, waarna ze weer werden afgebroken.
De Zwolse Leemputten zijn dieper afgegraven dan op andere plaatsen in de omgeving. De grond is ongeveer zeven meter diep afgegraven en op sommige plaatsen nog enkele meters dieper. Dieper was de concentratie zwarte klei, waarvan geen goede stenen konden worden gebakken, te hoog.
In 1895 werd de steenfabriek in Groenlo geopend en vanaf toen is er ongeveer 40 hectare afgegraven. Putten werden tot een lengte van 300 meter afgegraven. Tot 1931 werd dit met de hand gedaan, de leem werd in de lorries (of kipwagentjes) geschept die door paarden naar Groenlo werden getrokken. Door de komst van de excavateur, een graafmachine, kon het werk sneller, gemakkelijker en met minder mensen worden gedaan. 
Voor het voortbestaan van de steenfabriek was het van belang dat er ook in de winter doorgewerkt kon worden. Daarom werd een gedeelte van de leemput met stro afgedekt om bevriezing tegen te gaan en de stenen lagen overdekt te drogen.
Er gold een hercultiveringsplicht waardoor het verplicht was om de leemputten met grond dicht te storten zodat de oppervlakte weer gebruikt kon worden voor bijvoorbeeld landbouw. Een van de leemputten is een tijdlang niet dicht gestort en kunstmatig drooggehouden. Na drie decennia was er een zeer gevarieerde vegetatie ontstaan. Er waren veel berken te vinden, maar ook veel struiken en planten. Later is ervoor gekozen om te stoppen met het kunstmatig drooghouden, waarna de put net als een aantal andere vol water is komen te staan.

## Invloed
De afgravingen hadden grote invloed op het landschap. Niet alleen nam het oppervlak aan leemputten in de loop van de jaren steeds toe, er kwam ook een smalspoorbaan het voor vervoer van de leem naar de fabriek. Er werden ook arbeiderswoningen gebouwd vlak bij de leemputten.
De invloed op de economie van de omgeving was eveneens groot. Niet alleen werkten er relatief veel mensen in de leemputten, ook de steenfabriek zorgde voor veel arbeidsaanbod. Door technische ontwikkelingen kon het werk in de laatste periode met minder mensen worden gedaan, maar er werden ook nieuwe functies gecreëerd. 
De periode van wederopbouw na de Tweede Wereldoorlog zorgde een aantal jaren voor een flinke opleving in de baksteenindustrie. Er werd op volle kracht gewerkt om te voldoen aan de grote vraag naar bakstenen en dakpannen. Per dag werd er ongeveer 100 kubieke meter leem afgegraven.

## Natuur en recreatie
Toen de Groenlose steenfabriek in 1975 sloot, betekende dat ook het einde van de leemwinning.
In 1978 is natuurpark De Leemputten in gebruik genomen. Het is een natuurgebied van ruim 30 hectare met ongeveer acht hectare vogelweiden. Doordat het gebied niet meer agrarisch wordt gebruikt, vindt er geen bemesting meer plaats. Dit heeft geleid tot een andere vegetatie.
Ongeveer zeven hectare van het natuurgebied heeft vooral een recreatieve functie. Bij de N18 is de onderdoorgang van het veldspoor nog aanwezig. Een van de vroegere arbeiderswoningen staat nog bij de leemputten en wordt verhuurd als vakantiehuis.
Een wandelpad maakt het mogelijk tot over de grens met Duitsland te lopen naar het Zwillbrocker Venn. Dit natuurgebied kent grote overeenkomsten met De Leemputten door dezelfde bodemgesteldheid, het heeft een rijke flora en fauna. Zo vindt men er diverse soorten vis zoals snoek, baars, voorn en karper. Het is broedgebied voor onder andere de brilduiker, pijlstaart en de krooneend. Maar ook de boomvalk, visarend en de zeearend komen soms in het gebied om te foerageren. Ook Staatsbosbeheer heeft in de omgeving een drie kilometer lang  natuurpad uitgezet, de Wandelroute Leemputten Achterhoek.
Lange tijd heeft de toenmalige eigenaar geprobeerd om de railverbinding tussen Groenlo en de Leemputten open te houden. Via deze verbinding zouden mensen vanuit Groenlo of vanaf tussengelegen recreatiepark vervoerd kunnen worden naar de Leemputten. Weerstand van de grondeigenaren gooide roet in het eten. Uiteindelijk is besloten de rails helemaal op te breken. De bielzen zijn gebruikt voor de afrastering rondom het natuurpark.

## Eigendom
Eind 2006 is het gebied verkocht aan de Rijksoverheid. Via de Dienst Landelijk Gebied wordt het sindsdien beheerd door Staatsbosbeheer.